# Церковь Воскресения Христова (Воскресенское)
Церковь Воскресения Христова  (также церковь Тихвинской иконы Божией матери) — православный храм, расположенный на территории Тульской области.
Престолы: во имя Тихвинской Божьей Матери и Рождества Иоанна Предтечи.

## История
Храм недействующий, построен в 1756 году на личные средства помещика подполковника Ивана Яковлевича Зыбина. Расположен на краю села Воскресенское, Чернского муниципального округа, Тульской области, на возвышении у реки Роска, в некотором отдалении от жилых застроек.
Здание было построено из кирпича, с декором в стиле барокко с трёхъярусной колокольней, престолов в нем два: в настоящей - холодной во имя Тихвинской Божией Матери, в приделе теплом, во имя Рождества Иоанна Предтечи. В храме, в 1853 году помещицей Любовью Ивановной Зыбиной иконостас был заменен новым. Особо чтимой святыней храма была икона Тихвинской Божией Матери в серебряно-вызолоченным окладом весом 15 ф.23 зол., истинное подобие чудотворной иконы, и древний фамильный рода Зыбиных серебряно-вызолоченный крест с частями древа Креста Господня и 32 частицами мощей разных угодников Божиих; крест этот пожертвован в церковь действ. ст. сов. Георгием Яковлевичем Черняевым в 1891 г.
Здание было обнесено каменной оградой, в огороде был фруктовый сад. Земля при церкви состояла из усадебной вместе с погостом церковным 3 десятка квадратных сажень и пахотной 36 десятков квадратных сажень. Были и другие здания, принадлежащие церкви: Деревянная, оштукатуренная изнутри и снаружи покойницкая, под железной крышей. При доме священника каменный двор под железной крышей, деревянный амбар, каменный сарай, все под соломенной крышей. Дом псаломщика под железной крышей.
В приходе хранились копии с метрических книг и исповедные росписи с 1802 до 1919 года, сейчас они хранятся в Государственном архиве Тульской области (ГАТО).
С 1886 года по 1930 год в приходе была открыта церковно-приходская школа. В 1916 году в ней обучалось 65 мальчиков и 27 девочек.
Из клировой ведомости за 1916 год можно понять, что в приходе числилось 1 245 прихожан, из них из села Воскресенское на Роске 362 человека, деревни Полянка (Сомовка) – 66, деревни Луговка – 111 человек, сельца Воскресенское – 158,  деревни Дмитриевка – 436, деревни Булычи 112 человек.
В 1930-х годах приход был закрыт. Далее здание храма находилось в ведении совхоза «Покровский» и использовалось как склад машинного масла.
Ремонт и реставрация памятника не проводились. На данный момент здание заброшено, находится в аварийном состоянии, часть сводов обрушилась.